# Mazda CX-8
Mazda CX-8 — среднеразмерный кроссовер, производящийся японским автопроизводителем Mazda с конца 2017 года. Является 7-местной версией кроссовера Mazda CX-5. Был впервые показан в Японии 14 сентября 2017 года. Является самым большим кроссовером Mazda в Японии, так как модель CX-9 из-за габаритов (они превышают норму) не продаётся в стране. Кроме Японии, кроссовер продаётся в Китае, Малайзии, Австралии и Новой Зеландии.
Если сравнивать модель с CX-9, то CX-8 на 17 сантиметров короче и на 13 сантиметров уже, чем CX-9. Габариты были уменьшены, чтобы соответствовать японским габаритным нормам. Через несколько недель после презентации большого кроссовера, Mazda получила свыше 12000 заказов на новую модель.
Изначально модель была доступна лишь с одним двигателем: это дизельный 2,2 литровый мотор с турбонаддувом. В 2018 году появились ещё два варианта: два бензиновых 2,5 литровых двигателя: один достался от модели CX-5, а второй, с турбонаддувом, от CX-9. В Новой Зеландии доступен только дизельный двигатель, и две комплектации: GSX (передний привод) и Limited (полный привод). Все версии комплектуются шестиступенчатой автоматической коробкой передач, привод может быть передним или полным.

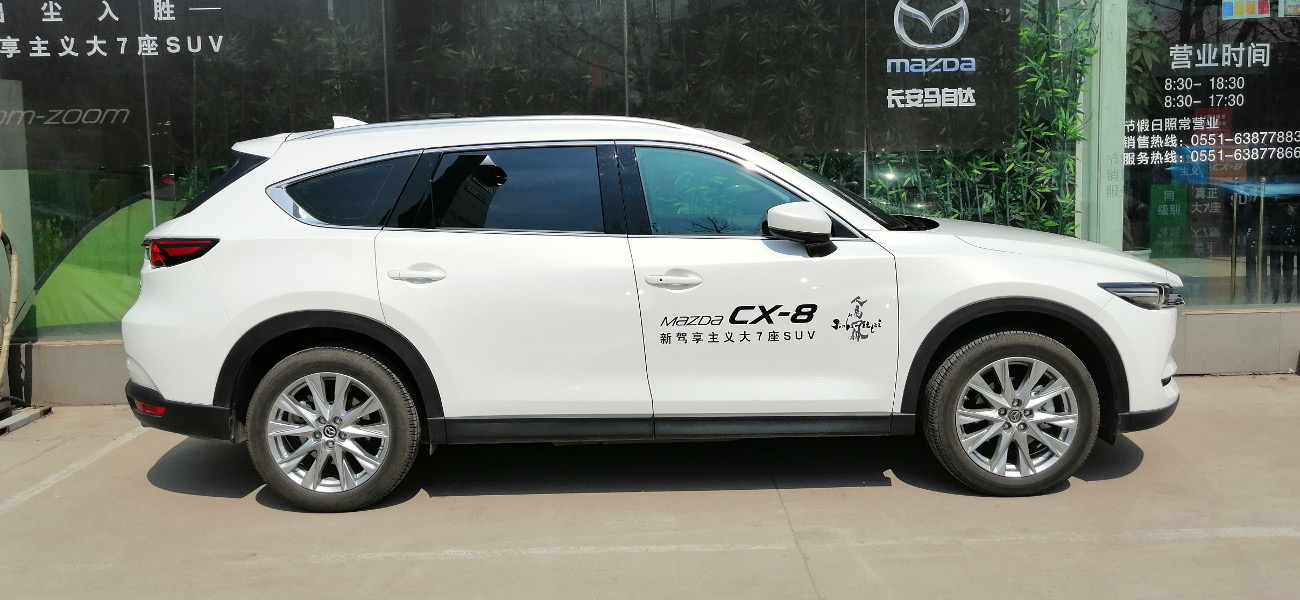
Вид сбоку
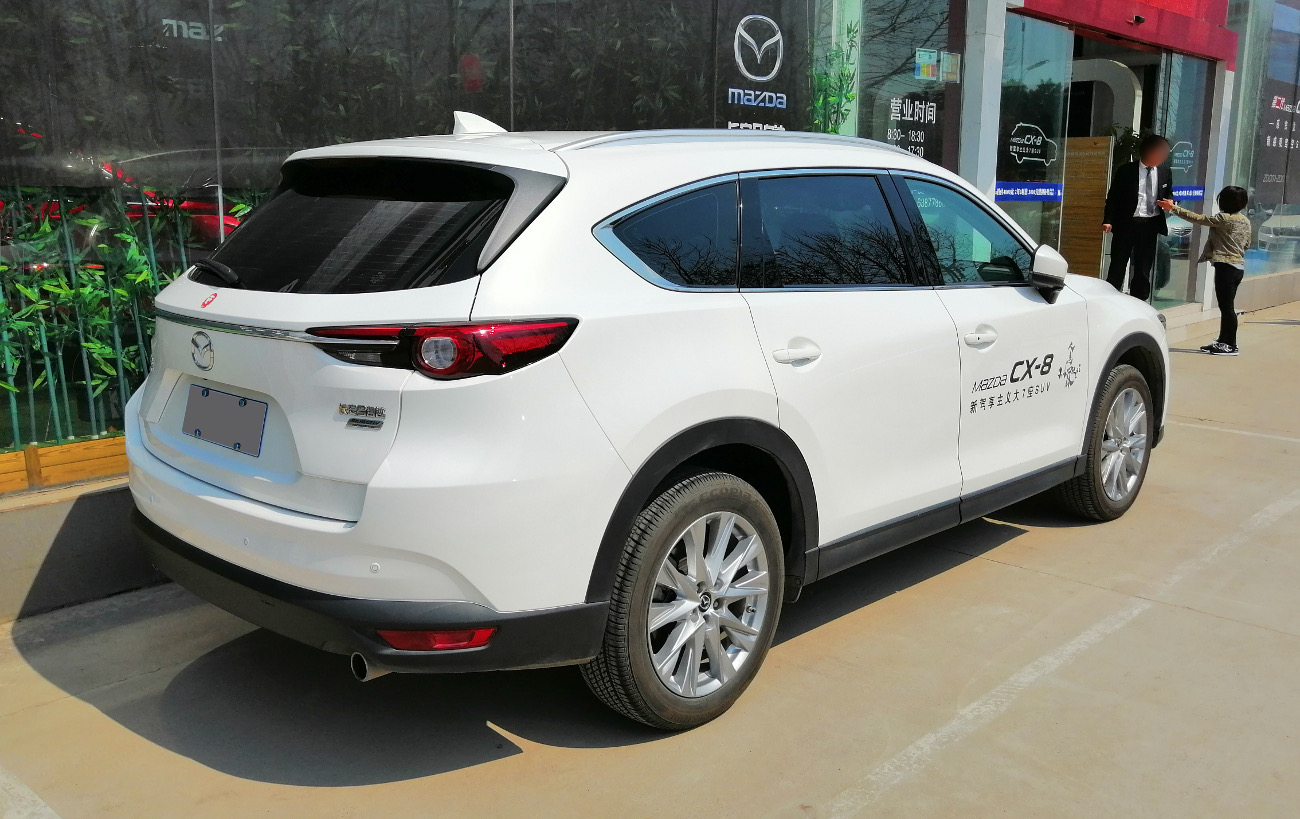
Вид сзади
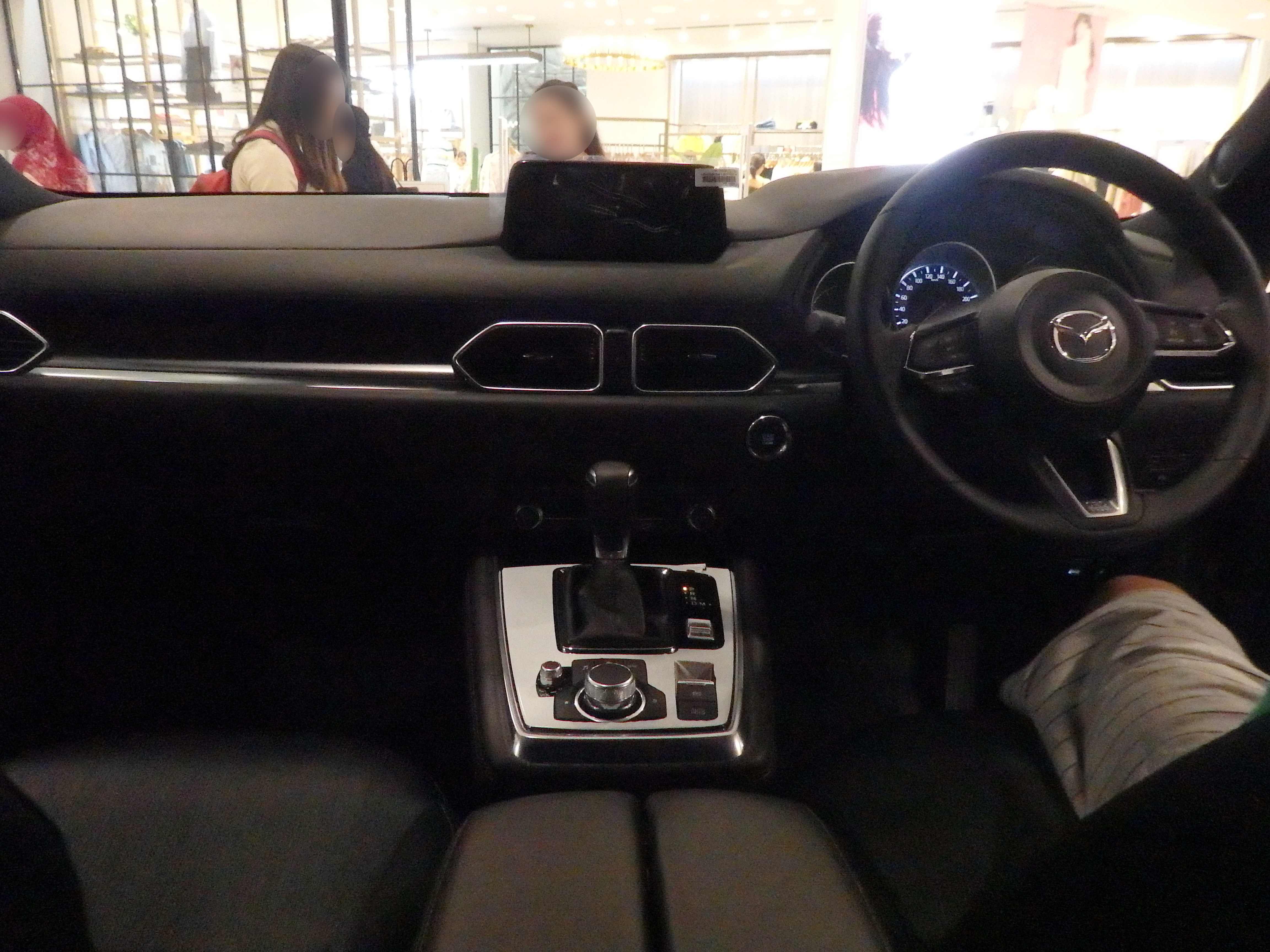
Интерьер